# Championnats du monde de triathlon sprint
Ne doit pas être confondu avec Championnats du monde de triathlon.
Les championnats du monde de triathlon sprint ont été organisés pour la première fois en 2010 et se concluent chaque année au mois de juillet. 
Ces championnats impliquent une compétition de triathlon, sur des distances inférieures de 50 % à celles parcourues lors des Jeux olympiques, soit 750 m de natation, 20 km de vélo et 5 km de course à pied, réglementairement nommée distance S ou Sprint. Ils sont organisés par l'Union internationale de triathlon au travers d'un circuit international dénommé: World Triathlon Series. Après 2011, il n'est plus fait par les autorités internationales du triathlon, de mention et d'attribution du titre à la catégorie élite. Seul est maintenu un championnat du monde sprint pour les amateurs des classes d'age qui se déroule le même jour que la grande finale élite des séries mondiales de triathlon.
En 2022, la compétition élite fait son retour à l'occasion d'une manche des séries mondiales de triathlon. Rebaptisée « Super Sprint », elle est disputée sous la forme d'épreuves à élimination.

## Palmarès

### Hommes
| Année                     | Or                | Argent       | Bronze            |
| ------------------------- | ----------------- | ------------ | ----------------- |
| 2010                      | Jonathan Brownlee | Tim Don      | David Hauss       |
| 2011                      | Jonathan Brownlee | Javier Gómez | Alistair Brownlee |
| (2012-2021) Non disputées |                   |              |                   |
| 2022                      | Alex Yee          | Hayden Wilde | Léo Bergère       |
| 2023                      | Hayden Wilde      | Vasco Vilaça | Alex Yee          |
| (2024) Annulé             |                   |              |                   |

### Femmes
| Année                     | Or                   | Argent              | Bronze          |
| ------------------------- | -------------------- | ------------------- | --------------- |
| 2010                      | Lisa Nordén          | Emma Moffatt        | Daniela Ryf     |
| 2011                      | Barbara Riveros Diaz | Emma Jackson        | Andrea Hewitt   |
| (2012-2021) Non disputées |                      |                     |                 |
| 2022                      | Georgia Taylor-Brown | Cassandre Beaugrand | Beth Potter     |
| 2023                      | Cassandre Beaugrand  | Beth Potter         | Laura Lindemann |
| (2024) Annulé             |                      |                     |                 |

## Lieux des épreuves et tableau des médailles
| Année | Ville    | Pays      |
| ----- | -------- | --------- |
| 2010  | Lausanne | Suisse    |
| 2011  | Lausanne | Suisse    |
| 2022  | Montréal | Canada    |
| 2023  | Hambourg | Allemagne |

| Rg. | Pays             | Médaille d'or, Coupe du Monde | Médaille d'argent, Coupe du Monde | Médaille de bronze, Coupe du Monde |    |
| --- | ---------------- | ----------------------------- | --------------------------------- | ---------------------------------- | -- |
| 1   | Royaume-Uni      | 4                             | 2                                 | 3                                  | 9  |
| 2   | France           | 1                             | 1                                 | 2                                  | 4  |
| 3   | Nouvelle-Zélande | 1                             | 1                                 | 1                                  | 3  |
| 3   | Suède            | 1                             | 0                                 | 0                                  | 1  |
| 4   | Chili            | 1                             | 0                                 | 0                                  | 1  |
| 5   | Australie        | 0                             | 2                                 | 0                                  | 2  |
| 6   | Espagne          | 0                             | 1                                 | 0                                  | 1  |
| 7   | Portugal         | 0                             | 1                                 | 0                                  | 1  |
| 8   | Allemagne        | 0                             | 0                                 | 1                                  | 1  |
| 9   | Suisse           | 0                             | 0                                 | 1                                  | 1  |
|     | TOTAL            | 8                             | 8                                 | 8                                  | 24 |